# Maymena mayana
Maymena mayana är en spindelart som först beskrevs av Chamberlin och Ivie 1938.  Maymena mayana ingår i släktet Maymena och familjen Mysmenidae. Inga underarter finns listade i Catalogue of Life.